# Португалски дъб
Португалските дъбове (Quercus faginea) са вид растения от семейство Букови (Fagaceae).
Те са незастрашен вид.
Таксонът е описан за пръв път от Жан-Батист Ламарк през 1785 година.

## Подвидове
- Quercus faginea subsp. alpestris
- Quercus faginea subsp. broteroi
- Quercus faginea subsp. faginea
- Quercus faginea subsp. maroccana
- Quercus faginea subsp. oscensis